# Platysternon megacephalum

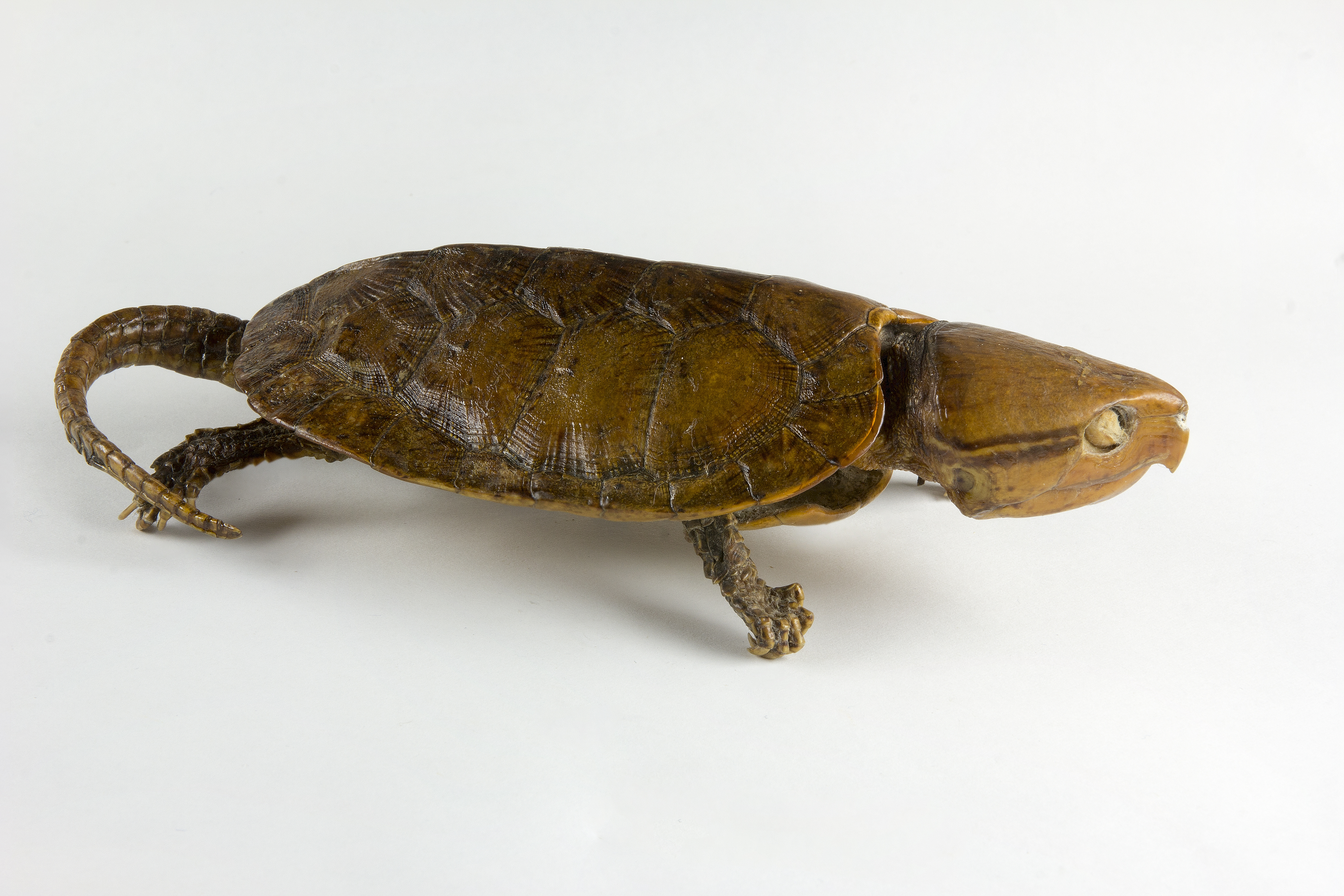
Platysternon megacephalum - MHNT

Platysternon megacephalum ou tartaruga cabeçuda chinesa é uma espécies de tartaruga da família Platysternidae. É encontrada na China, incluindo Hainan, Mianmar, Tailândia, Laos, Camboja e Vietnã. Esta espécie era classificada na família Chelydridae, entretanto, análises filogenéticas demonstraram se tratar de uma linhagem distinta.